# Deathlike Silence Productions
La Deathlike Silence Productions (spesso abbreviata anche come DSP) era un'etichetta indipendente di Oslo, in Norvegia fondata nel 1989 e concentrata maggiormente sul black metal; fu la prima a fare ciò. L'etichetta venne aperta da Euronymous, che la gestì fino alla sua morte per omicidio nel 1993. Il nome derivava dalla canzone Deathlike Silence dei Sodom (contenuta nell'album Obsessed by Cruelty). All'inizio l'etichetta metteva sotto contratto solo gruppi norvegesi ma successivamente verso gli ultimi anni Aarseth allargò le prospettive ad altri paesi come la vicina Svezia e al Giappone. Con la morte di Euronymous e la fine dell'etichetta discografica, gran parte del materiale prodotto è divenuto piuttosto raro.

## Controversie con Burzum
Varg Vikernes, componente della One Man Band Burzum, cominciò a vedere Euronymous come un incompetente (anche in merito alla gestione del suo negozio di dischi, l'Helvete) dal momento in cui il secondo aveva commesso un errore di grafia sul disco d'esordio dei Burzum: la seconda traccia appariva scritta come Ea, Lord of the Deeps al posto del corretto Ea, Lord of the Depths, le cause dell'errore sono comprensibili ascoltando la canzone sopracitata: durante Ea, Lord of the Depths, infatti, Vikernes, urla a più riprese: «Ea Lord of the Deep» come anche riportato sui testi, circostanza che parrebbe spiegare perché Euronymous scelse di riportare la canzone con una grafia diversa da quella indicata da Vikernes.

## Dischi usciti con la DSP
- Anti-Mosh 001: Merciless - The Awakening (1990)
- Anti-Mosh 002: Burzum -  Burzum (1992)
- Anti-Mosh 003: Mayhem - Deathcrush (1993) (Ristampa dell'originale EP Deathcrush del 1987)
- Anti-Mosh 004: Abruptum - Obscuritatem Advoco Amplectere Me - (1993)
- Anti-Mosh 005: Burzum - Aske - (1993)
- Anti-Mosh 006: Mayhem - De Mysteriis Dom Sathanas (1994)
- Anti-Mosh 007: Sigh - Scorn Defeat (1993)
- Anti-Mosh 008: Enslaved - Vikingligr Veldi (1994)
- Anti-Mosh 009: Abruptum - In Umbra Malitiae Ambulabo, In Aeternum In Triumpho Tenebraum (1994)